# ハイバーニア (戦列艦)
|          | |
| 艦歴     | |
| 発注:    | 1790年12月9日 |
| 建造:    | プリマス工廠 |
| 起工:    | 1797年11月 |
| 進水:    | 1804年11月17日 |
| その後:  | 1902年売却 |
| 性能諸元 | |
| クラス:  | 110門1等戦列艦 |
| 全長:    | 砲列甲板：201ft 2in（61.3m） |
| 全幅:    | 53ft 1in（16.2m） |
| 喫水:    | 22ft 4in（6.8m） |
| 機関:    | 帆走（3本マストシップ） |
| 兵装:    | 110門： 上砲列：18ポンド（8kg）砲34門 中砲列：24ポンド（11kg）砲32門 下砲列：32ポンド（15kg）砲32門 後甲板：32ポンド（15kg）カロネード12門 艦首楼：32ポンド（15kg）カロネード4門、 18ポンド（8kg）砲2門 |

ハイバーニア（HMS Hibernia）はジョン・ヘンスロー設計の110門1等戦列艦。1804年11月17日にプリマス工廠で進水した。同型艦はない。
ハイバーニアは1816年から1855年までずっとイギリス地中海艦隊の旗艦であった。その後は1902年に売却されるまでマルタ・グランドハーバー軍港の旗艦を勤めた。
ハイバーニアの船首像はヴィットリオーザの海事博物館に保管されている。